# Allison Miller
Allison Miller (ur. 2 września 1985 r) – amerykańska aktorka i piosenkarka, w Polsce znana głównie z roli 17-letniej Scarlett w filmie Znów mam 17 lat.

## Filmografia
| Rok       | Tytuł                                | Rola                   | Uwagi                                                    |
| --------- | ------------------------------------ | ---------------------- | -------------------------------------------------------- |
| 2006      | Lucy's Piano                         | Lucy                   | krótkometrażowy                                          |
| 2006      | Szpital miejski                      | Teen Tracy             | odcinek 1.10999                                          |
| 2006      | Mind of Mencia                       | Punk Girl              | odcinek The Serranos                                     |
| 2006      | Dowody zbrodni                       | Violet Polley (1928)   | odcinek Beautiful Little Fool                            |
| 2006      | CSI: Kryminalne zagadki Nowego Jorku | Omen / Carensa Sanders | odcinek Oedipus Hex                                      |
| 2006      | Gotowe na wszystko                   | Tanya                  | odcinek Children and Art                                 |
| 2007      | Take                                 | sprzedawczyni butów    |                                                          |
| 2007-2008 | Orły z Bostonu                       | Marlena Hoffman        | odcinki: No Brains Left Behind Guardians and Gatekeepers |
| 2009      | Znów mam 17 lat                      | Scarlet (nastolatka)   |                                                          |
| 2009      | Krew: Ostatni wampir                 | Alice McKee            | główna rola                                              |
| 2009      | Kings (amerykańska wersja)           | Michelle Benjamin      | główna rola (12 odcinków)                                |
| 2010      | Betwixt                              | Celine Halstead        | film telewizyjny                                         |
| 2010      | Some of the Parts                    |                        | krótkometrażowy                                          |
| 2011      | Pro-Semitism: Psychotherapy          |                        | krótkometrażowy                                          |
| 2011      | Terra Nova                           | Skye Tate              | główna rola (13 odcinków)                                |
| 2012      | Prywatna praktyka                    | Denise                 | odcinek Too Much                                         |
| 2012      | Fact Checkers Unit                   | Becky                  | odcinek James Franco Is Preggers                         |
| 2012-2013 | Go On                                | Carrie                 | rola drugoplanowa (17 odcinki)                           |
| 2014      | Diabelskie nasienie                  | Samantha McCall        | główna rola                                              |
| 2014      | Bad Teacher                          | Janet                  | odcinek The 6th Grade Lock-In                            |
| 2014      | There's Always Woodstock             | Catherine Brown        | Postprodukcja                                            |